# Moctezuma, Puebla
Moctezuma är en ort i Mexiko.   Den ligger i kommunen Nopalucan och delstaten Puebla, i den sydöstra delen av landet, 140 km öster om huvudstaden Mexico City. Moctezuma ligger 2 391 meter över havet och antalet invånare är 442.
Terrängen runt Moctezuma är huvudsakligen platt, men söderut är den kuperad. Runt Moctezuma är det tätbefolkat, med 319 invånare per kvadratkilometer. Närmaste större samhälle är Huamantla, 15,0 km nordväst om Moctezuma. Trakten runt Moctezuma består till största delen av jordbruksmark.